# Solieria argenticeps
Solieria argenticeps är en tvåvingeart som först beskrevs av Wulp 1890.  Solieria argenticeps ingår i släktet Solieria och familjen parasitflugor. Inga underarter finns listade i Catalogue of Life.